# Toolamaa
Toolamaa – wieś w Estonii, w prowincji Tartu, w gminie Tartu.